# Geronimo hadművelet
Geronimo hadművelet (eredeti cím: SEAL Team Six: The Raid on Osama Bin Laden) egy 2012-es amerikai televíziós film, melyet John Stockwell rendezett. A filmet először a National Geographic Channelen adták le. A főszereplők Cam Gigandet, Xzibit, William Fichtner, Robert Knepper, Eddie Kaye Thomas és Anson Mount.
Az Amerikai Egyesült Államokban, 2014. november 4-én mutatták be, Magyarországon kizárólag DVD-n jelent meg.
Vegyes kritikákat kapott a kritikusoktól. A Metacritic oldalán a film értékelése 54% a 100-ból, ami 13 véleményen alapul. A Rotten Tomatoeson a Geronimo hadművelet 50%-os minősítést kapott, 6 értékelés alapján.

## Szereplők
| Színész             | Szereplő             | Magyar hang   |
| ------------------- | -------------------- | ------------- |
| Cam Gigandet        | Stunner              | Fenyő Iván    |
| Robert Knepper      | Kommandós parancsnok | Végh Péter    |
| Kenny Miller        | Sauce                | Molnár Áron   |
| Tait Fletcher       | D Punch              | ?             |
| Freddy Rodriguez    | Trench               | Horváth Illés |
| Xzibit              | Mule                 | Varga Gábor   |
| William Fichtner    | Mr. Guidry           | Epres Attila  |
| Eddie Kaye Thomas   | Christian            | Hevér Gábor   |
| Rajesh Shringarpure | Waseem               | ?             |
| Kathleen Robertson  | Vivian               | Urbán Andrea  |
| Anson Mount         | Cherry               | Kamarás Iván  |

További magyar hangok: Andrusko Marcella, Barabás Kiss Zoltán, Varga Tamás, Uri István, Törköly Levente, Szabó Kimmel Tamás, Tarr Judit, Papucsek Vilmos, Pálfai Péter, Márkus Sándor, Makra Viktória, Koncz István, Jakab Csaba, Formán Bálint, Incze József, Dézsy Szabó Gábor, Farkas Dénes, Borbély Alexandra, Bókai Mária, Bognár Tamás, Beratin Gábor, Bede-Fazekas Szabolcs

## Fordítás
- Ez a szócikk részben vagy egészben  a   Seal Team Six: The Raid on Osama Bin Laden című angol Wikipédia-szócikk fordításán alapul.  Az eredeti cikk szerkesztőit annak laptörténete sorolja fel. Ez a jelzés csupán a megfogalmazás eredetét és a szerzői jogokat jelzi, nem szolgál a cikkben szereplő információk forrásmegjelöléseként.